# 羅扎 (塔魯季涅區)
46°11′46″N 29°21′40″E / 46.19611°N 29.36111°E
羅扎（烏克蘭語：Роза）是位於烏克蘭西南部的村莊，由敖德萨州博爾赫拉德區的博羅迪諾市鎮負責管轄。該村始建於1922年，面積0.3平方公里，海拔高度31米，2001年人口90，人口密度每平方公里300人。